# Jazwyn Cowan
Jazwyn Michael Cowan (Baltimora, 11 novembre 1983) è un ex cestista statunitense.

## Carriera
Ha frequentato la Hampton University, dove si è specializzato in psicologia. Ha firmato per i Chester Jets nel 2006. Ha fatto il suo debutto per i Jets, il 6 ottobre 2006 contro Scottish Rocks, segnando 17 punti e con una percentuale dal campo del 50%. È stato nominato giocatore BBL del mese di dicembre 2006.